# نتروفوران

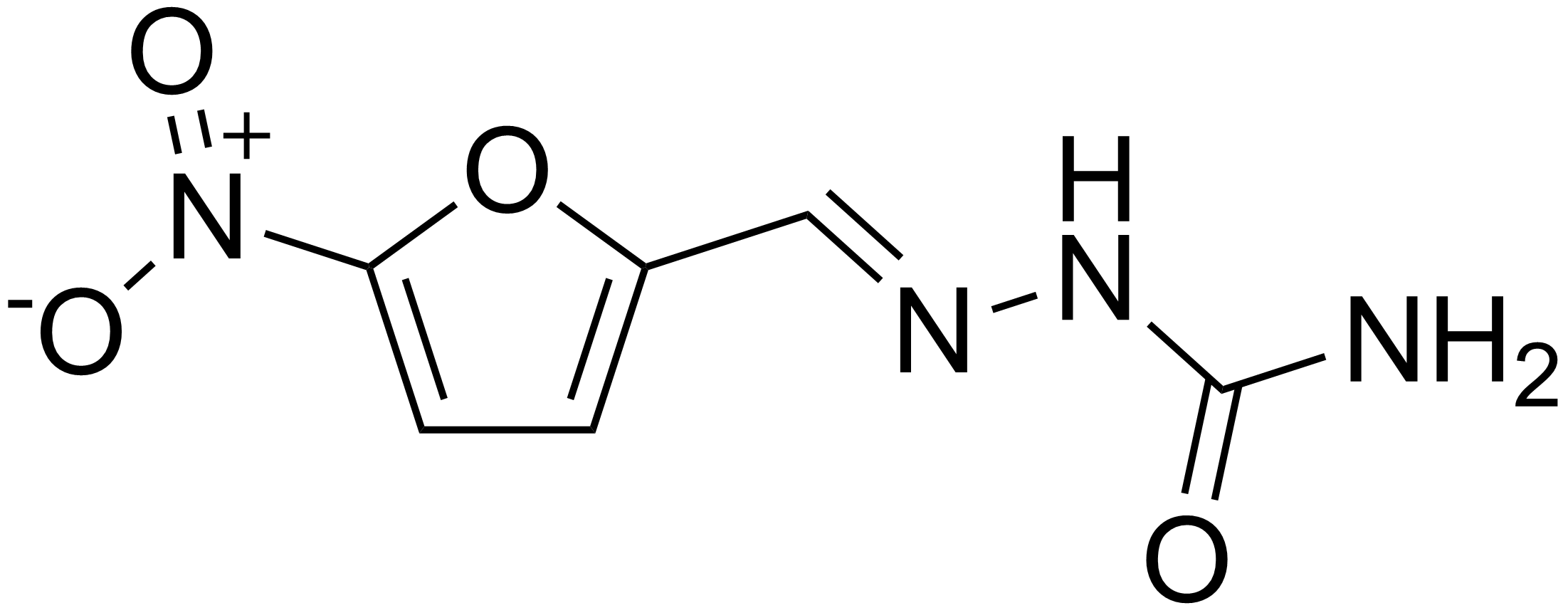
نيتروفورازون

Nifuratel

نيتروفوران Nitrofuran النيتروفورانات هي فئة من الأدوية التي تستخدم عادة كمضادات حيوية أو مضادات الجراثيم. من عوامل العلاج الكيميائي الاصطناعية مع طيف واسع مضاد للميكروبات. فهي نشطة ضد كل من البكتيريا إيجابية الجرام وسالبة الجرام، بما في ذلك السالمونيلا والجيارديا، وبعض أنواع الأكريات. ومع ذلك، إذا ما قورنت مع غيرها من العوامل المضادة للجراثيم المعالجة الكيميائية، قوتها ليست كبيرة بشكل خاص.
ويبدو أن النيتروفورانات تثبط عدد من نظم الأنزيمات الميكروبية، بما فيها تلك التي تشارك في التمثيل الغذائي للكربوهيدرات، وأنها أيضا تمنع الشروع في التحول. ومع ذلك، لم يتم بعد توضيح الآلية الأساسية للعمل. العمل الرئيسي هو كابحة للجراثيم، ولكن في جرعات عالية أنها هي أيضا جراثيم. هي أكثر نشاطا في البيئات الحمضية (الرقم الهيدروجيني 5.5 هو الأمثل لنشاط نتروفورانتوين).
طفرات المقاومة نادرة، والمقاومة السريرية تنشأ ببطء. فيما بينها، تظهر النيتروفورانات استكمال الترافقية المقاومة، ولكن ليس هناك مقاومة عرضية مع أي أدوية مضادة للجراثيم أخرى.
- المكون الهيكلي لها هو حلقة فوران مع مجموعة نيترو.[3]

## الأمثلة
ومن بين أعضاء هذه الفئة من الأدوية:
- فورازوليدون، مضاد للجراثيم
- Furylfuramide
- نيتروفورانتوين، مضاد للجراثيم
- نتروفورازون، مضاد للجراثيم
- نيفوراتيل
- نيفوركيوينزول، مضاد للجراثيم
- نيفورتوينول، مضاد للجراثيم
- نيفروكسازيد، والمضادات الحيوية
- النيفورتيموكس، مضاد للطفيليات
- Nifurzide، من مكافحات العدوى
- Ranbezolid، مضاد للجراثيم

## وصلات خارجية
- Nitrofurans في المكتبة الوطنية الأمريكية للطب نظام فهرسة المواضيع الطبية (MeSH).